# ديتر كونينغ
ديتر كونينغ (بالألمانية: Dieter König)‏ هو صناعي ألماني، ولد في 19 مايو 1931 في برلين في ألمانيا، وتوفي بنفس المكان في 15 أغسطس 1991.